# 知三村
知三村（ちみむら）は福井県遠敷郡にあった村。現在の大飯郡おおい町の南部、名田庄地区の東部にあたる。本項では発足時の名称である南名田村（みなみなたむら）についても述べる。

## 地理
- 山岳 ： 八ヶ峰、三国岳（標高776.1m[1]）
- 河川 ： 南川、槙谷川

## 歴史
- 1889年（明治22年）4月1日 - 町村制の施行により、虫鹿野村、挙野村、小倉畑村、久坂村、三重村、染ヶ谷村、槙谷村、堂本村及び小倉村の区域をもって、南名田村が発足する。
- 1891年（明治24年）4月1日 - 南名田村が名称を変更して、知三村となる。
- 1953年（昭和28年）9月25日 - 昭和28年台風第13号の接近に伴い村へ通じる道路、通信網が寸断。翌々日9月27日になっても音信不通の状態となった。このことから付近の奥名田村も含めて「山津波」で全滅したと疑われる[2]。
- 1955年（昭和30年）1月1日 - 知三村及び奥名田村が合併して、名田庄村が発足する。

## 交通

### 道路
- 国道162号